# نظافة

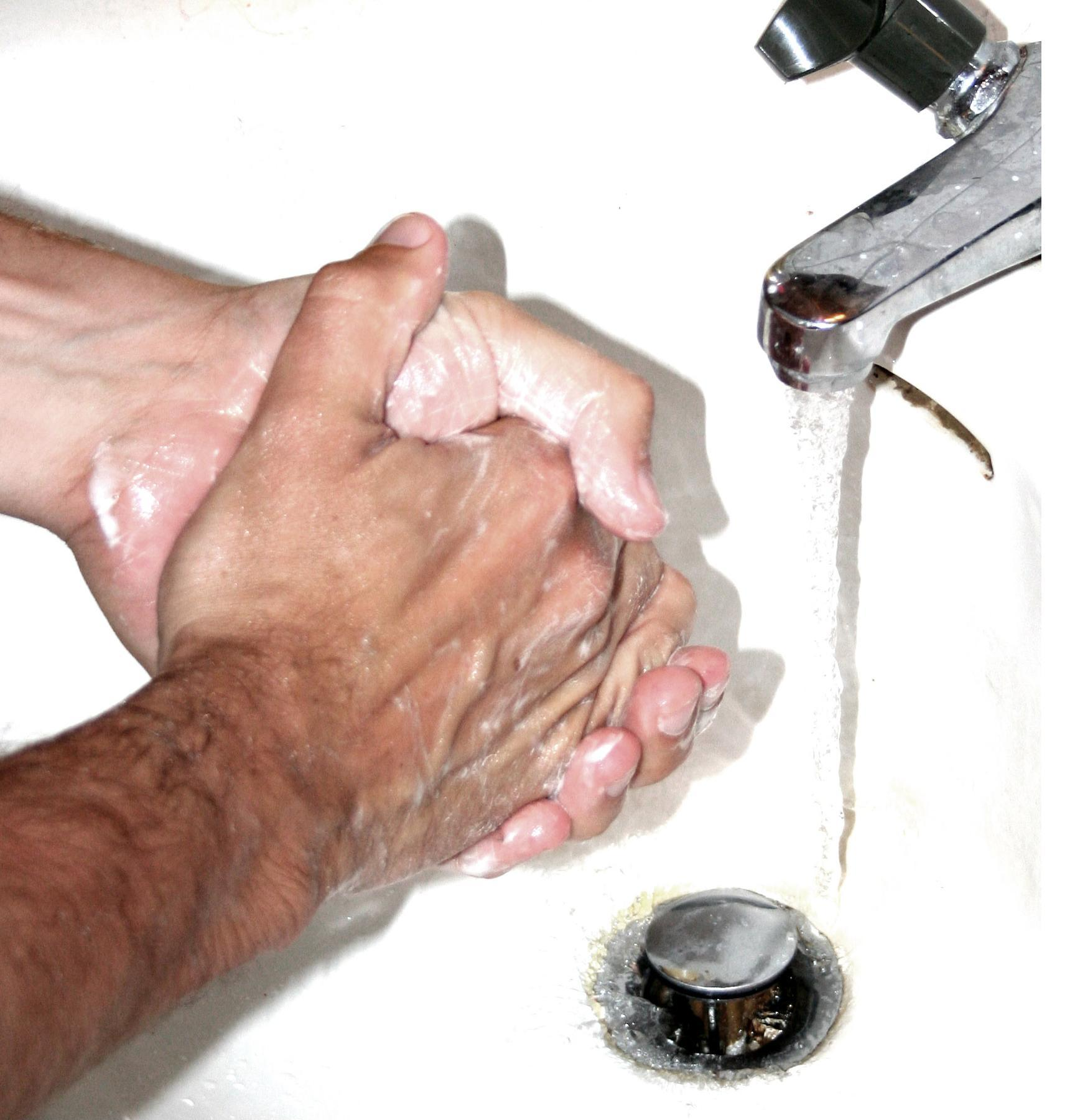
غسيل اليدين أحد أشكال النظافة وهو أكثر طرق النظافة فعالية لمنع انتشار الأمراض المعدية.

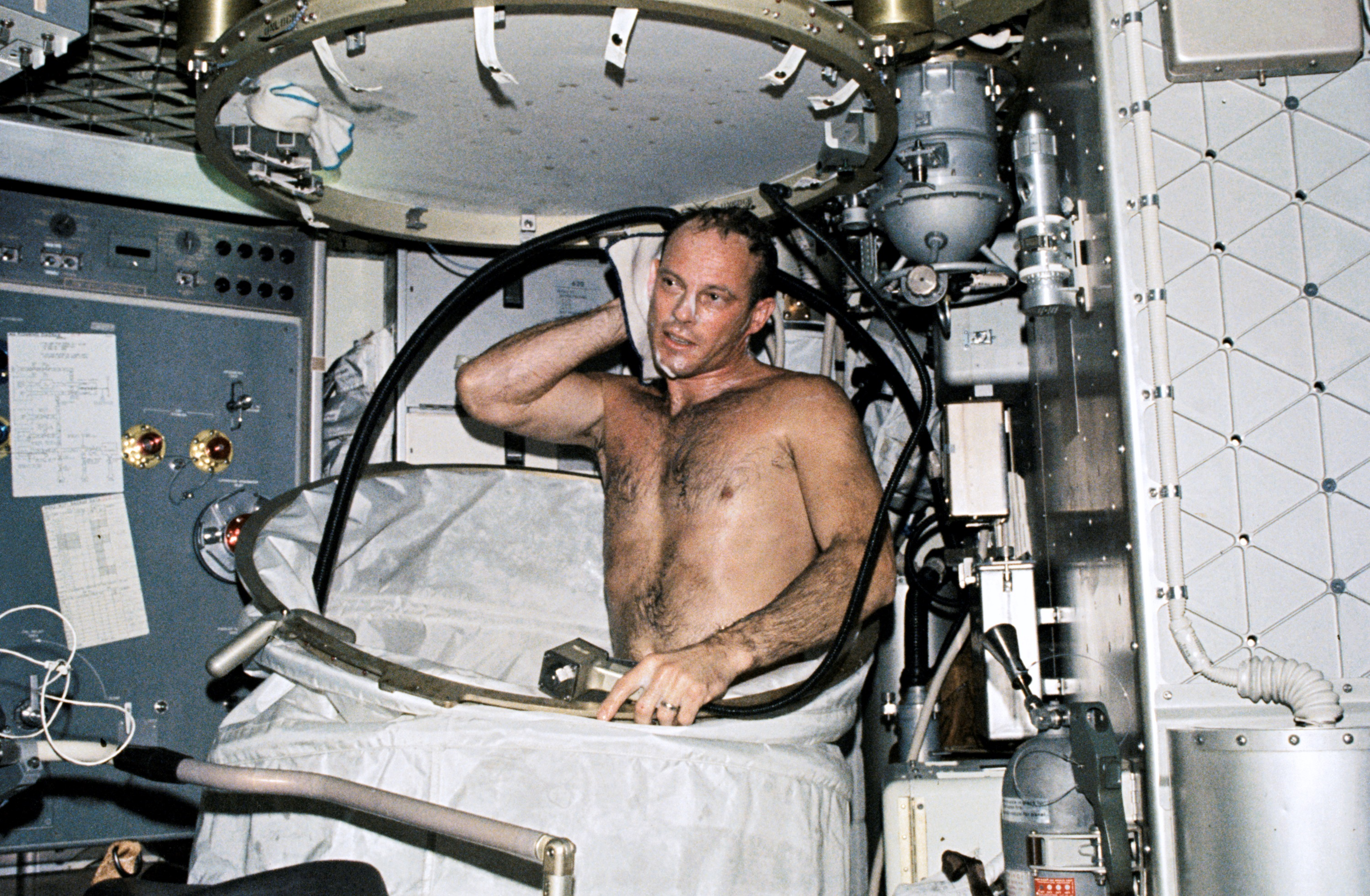
رائد فضاء يستحم في المحطة الفضائية سكاي لاب التي تدور حول الأرض. تنشر ستائر الحمام من الأرض وتربط مع السقف. يأتي الماء بعد ضغط الزر من فوق الرأس. يصرف الماء باستخدام نظام تفريغ.

النظافة وسماها الإغريق فن الصحة (باليونانية: ὑγιεινός)‏ هي مجموعة من الممارسات المترافقة مع حفظ الصحة والمعيشة الصحية. النظافة هي مفهوم طبي، فضلا عن ممارسات العناية الشخصية والمهنية المتصلة بمعظم نواحي الحياة، وإن كانت على الأغلب مرتبطة بالنظافة والمعايير الوقائية. وفي المجال الطبي، تستخدم الممارسات الصحية لتقليل الإصابة وانتشار الأمراض. وتستخدم كلمة النظافة في عبارات متعددة مثل نظافة الجسم، والنظافة المنزلية، ونظافة الأسنان، والنظافة المهنية، بما يتعلق في مجالات الصحة العامة. وممارسات النظافة الصحية تختلف اختلافاً كبيراً، وما يعتبر مقبولا في إحدى الثقافات قد لا يكون مقبولا في ثقافات أخرى.

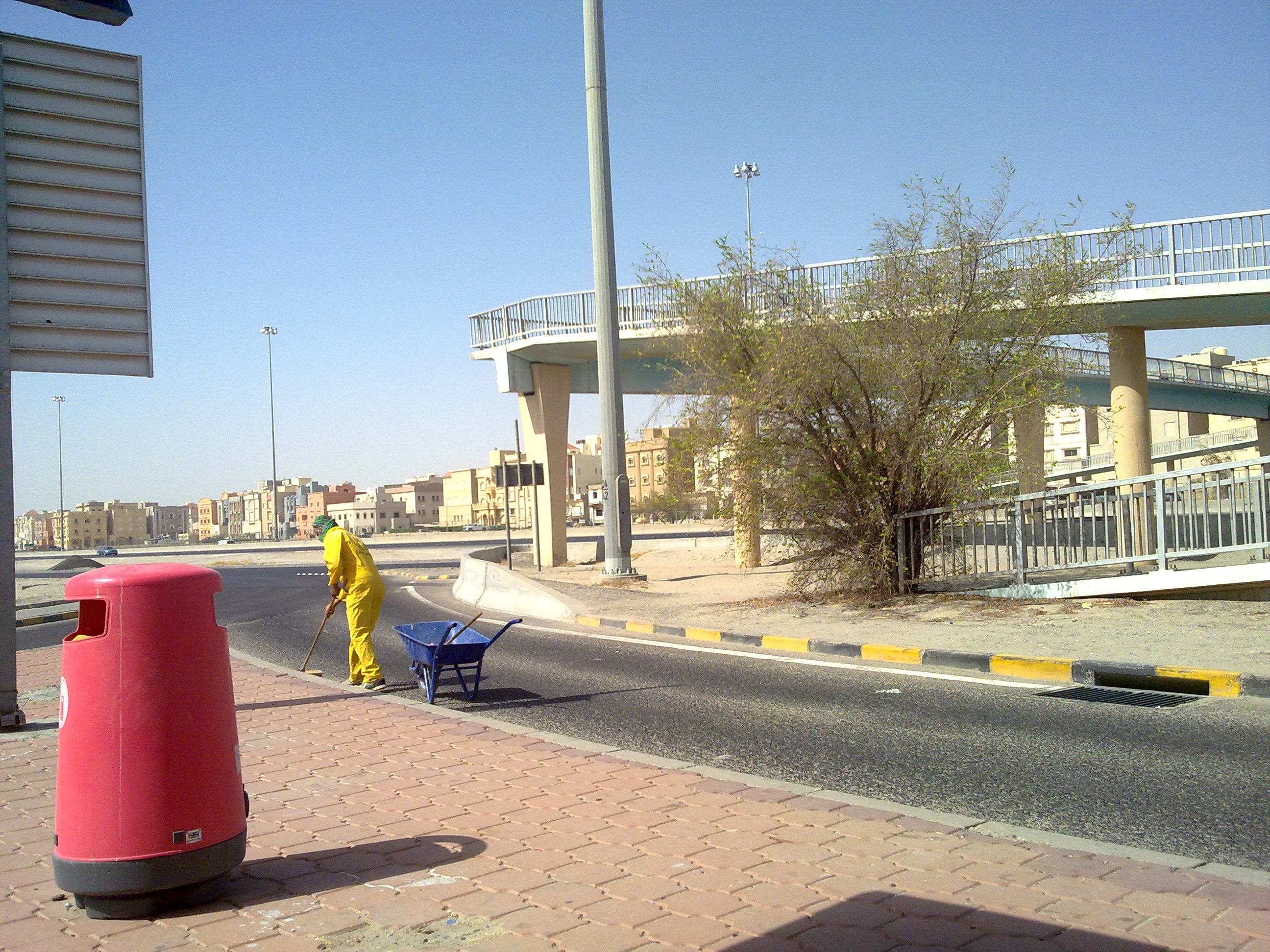
تنظيف طريق سريع في الكويت

## نظافة طبية
النظافة الطبية تخص ممارسات الحفاظ على الصحة المتعلقة بالطب، والرعاية الطبية التي تمنع أو تحد من انتشار الأمراض.
وتشكل ممارسات النظافة الطبية:
- العزل أو الحجر الصحي للأشخاص المعدين أو المواد لمنع انتشار العدوى.
- تعقيم الأدوات المستخدمة في العمليات الجراحية.
- استخدام ملابس واقية مثل قناع الجراحة، ورداء المستشفى، وغطاء الرأس، وواقي العينين، وقفازات طبية.
- ربط الإصابات وتضميدها على الوجه الصحيح.
- تصرف آمن للمخلفات الخطرة.
- تطهير المواد التي يمكن إعادة استخدامها. (مثل البياضات، والوسائد، والزي الرسمي)
- غسل اليدين جيداً وخصوصاً في غرفة العمليات، وفي جميع الأماكن التي يمكن أن ينتقل فيها المرض.[1]